# Hessie
Pour les articles homonymes, voir Đurić.
Hessie (ou Hessie Djuric), née Carmen Lydia Iguartua Pellot le 17 avril 1936 à Porto Rico et morte à Pontoise (Val-d'Oise) le 9 octobre 2017, est une artiste textile contemporaine française d'origine caribéenne.
Elle vivait et travaillait à Hérouval, hameau de Montjavoult dans le Vexin français (Oise).

## Biographie

### Jeunesse et débuts
Artiste autodidacte, Hessie quitte la Jamaïque en 1954. Elle passe par New York, au début des années 1960 où elle rencontre le peintre monténégrin Miodrag Djuric dit Dado. En 1962, le couple s'installe à Hérouval (hameau de Montjavoult dans le Vexin français) dans un vieux moulin transformé en maison atelier. Dès son arrivée en France, Hessie commence à créer des œuvres textiles, collectant des matériaux pauvres, des objets du quotidien voire des rebuts (boutons, papiers) qu'elle fixe sur des pièces de tissu écrus chinées au marché Saint-Pierre.
Féministe, elle est très engagée dans le Mouvement de libération des femmes.

### Carrière
Patiemment composé son langage plastique d'une grande complexité et d'une exigeante précision, couche sur le tissu une calligraphie personnelle. Donnant peu de titres ou de dates à ses œuvres, elle réalise des séries Écritures, Bâtons Pédagogiques, Végétations, Grillages, Boutons.
En 1975, Suzanne Pagé l'invite à l'ARC pour sa première monographie Survival Art. Elle incarne alors avec Milvia Maglione et Raymonde Arcier, ces « Nouvelles Pénélopes » soutenues et défendues par Aline Dallier dans les années 1970. En 1976, Hessie participe à l'exposition collective « Combative Acts, Profiles and Voices - An Exhibition of Women Artists from Paris », que la critique d'art féministe organise à la A.I.R. Gallery avec la participation de Nil Yalter, Milvia Maglione ou Françoise Janicot.
Dès les années 1980, ses créations se font de plus en plus rares sur la scène artistique. Grâce à l’exposition Donations Daniel Cordier, deux œuvres d'Hessie, intègrent les collections du Musée national d'art moderne Georges-Pompidou, Sans titre, vers 1978 et Végétation, avant 1978. À l'occasion de l'accrochage d'« Elles@centrepompidou », elle fait également un don au musée,.
Elle meurt à Pontoise le 9 octobre 2017 à l'âge de 81 ans,,.

## Caractéristiques de ses œuvres

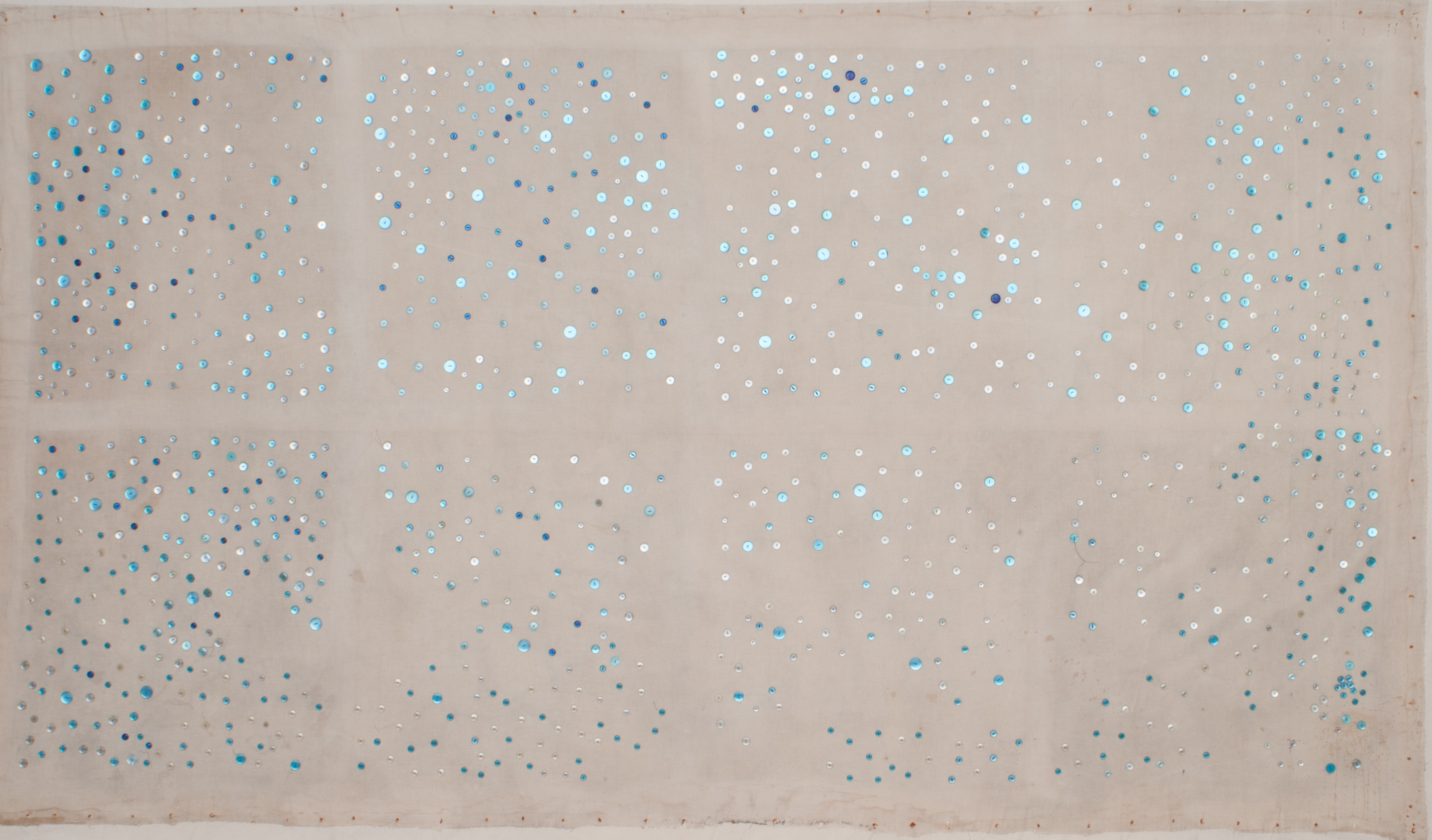
Hessie, « Boutons bleus », 1974-75. Boutons bleus et gris cousus sur tissu de coton, 165 x 295 cm.

Sa broderie, dont on peut souligner non sans ironie qu'elle est une « activité de femmes », consiste majoritairement en des compositions de fils blancs ou de couleurs sur tissu de coton écru. Ce procédé, servant ici un intérêt minimaliste, proche des préoccupations de Supports-Surfaces, couvre un impressionnant répertoire de formes. Elle intitule ses séries tour à tour : Grillages, Bâtons pédagogiques, Bactéries, Végétations, Écritures, Trous, Points cousus, Boutons, etc. Sa technique de la broderie peut aussi s'étendre à d'autres média dans ses « Déchets-collages » ou ses « Machines à écrire »,.
Camille Morineau rapproche le travail d'Hessie sur les grilles en couture de celles de Bernadette Bour, Milvia Maglione ou Ghada Amer et inscrit leurs oeuvres dans la réflexion sur la structure excentrique, telle que définie par Lucy Lippard en 1966 et pratiquée par Hanne Darboven, Louise Nevelson, Valérie Jouve ou Aurélie Nemours.
Chez Hessie, le motif et le support sont de même nature et s'engendrent mutuellement. Face à ses compositions abstraites, on décèle une exacte adéquation entre le processus — celui d'une lente répétition sérielle, presque d'une transe — et l'obtention de la forme. Ce que Hessie donne à voir, c'est son procédé de fabrication où technique et motif vont de pair.

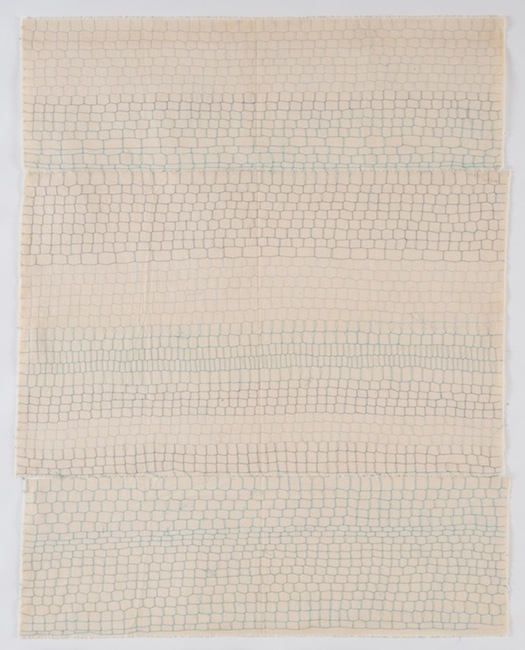
Hessie, Grillage Tubino 4834, 1975-76. Broderie de fils bleus sur tissu de coton cousu en trois éléments, 104 x 82 cm.

Une importante série de travaux sur papier vient également compléter son œuvre. Si certaines préoccupations plastiques qui s'y déploient sont familières à celles des broderies, la série sur papier ouvre un autre pan de l'œuvre de Hessie, davantage ancré dans un quotidien et une récupération d'éléments prélevés dans le cercle privé de la vie de tous les jours. Les collages, plus spontanés que le laborieux travail de broderie, évoquent au contraire une certaine urgence, du fait de leur nombre impressionnant d'une part, et de cet empressement à garder et figer les choses d'autre part : papiers d'emballage, vêtements usagés, objets cassés, mais aussi monticules de poussière, végétaux ou peaux d'animaux,.

## Expositions personnelles
Parmi une sélection non exhaustive :
- 1975 : « Survival Art : Hessie », ARC 2, Musée d'Art moderne de Paris, 12 février - 16 mars
- 1976 : « Hessie », Galerie Marcel Billot, Paris, 22 avril - 15 mai
- 1978 : « Hessie / Survival Art », Konsthall, Lund, Suède, 11 novembre - 10 décembre
- 2015 : « Hessie : Survival Art 1969-2015 », Galerie Arnaud Lefebvre, Paris, 15 octobre - 28 novembre
- 2016 :
  - « Hessie : Collages & Papiers », Galerie Arnaud Lefebvre, Paris, 1er avril - 7 mai
  - « Hessie », ART BRUSSELS, Bruxelles, 21 - 24 avril
  -  « Hessie : Silence », La BF15, Lyon, 8 avril - 28 mai
  - « Hessie : Solo Show », FIAC Grand Palais, Paris, 20 - 23 octobre
- 2017 :
  - « Hessie », Drawing Now Paris, Carreau du Temple, Paris, 23 - 26 mars
  - « Hessie », Drawing Room, La Panacée, Montpellier, 13 - 17 septembre
  - « Hessie, Survival Art », Les Abattoirs, Toulouse, 29 septembre - 4 mars

## Expositions collectives
Parmi une sélection non exhaustive :

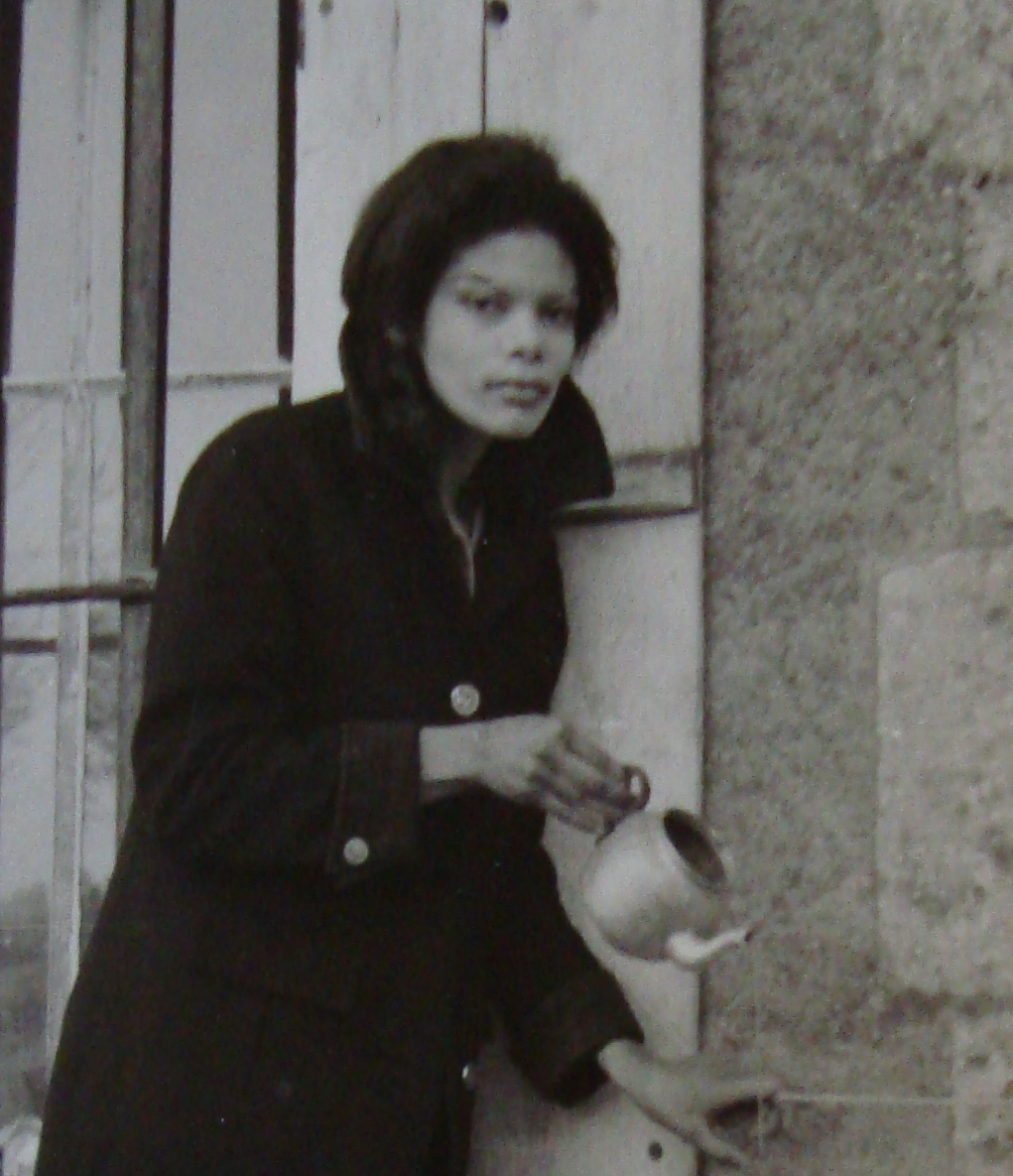
Hessie à Hérouval dans les années 1960.

- 1969 : « Tendance avant-garde », Institut de Cachin
- 1972 : « Collection de Madame et Monsieur B », Centre national d’Art contemporain (CNAC), Paris
- 1974 : « Grandes femmes, Petits formats : Micro-salon 1974, 99 exposantes », Iris Clert / Christofle, Paris
- 1974 : « Art vidéo / Confrontation 74 », ARC, musée d’Art moderne de la Ville de Paris, Paris, 8 novembre - 8 décembre
- 1976 :
  - « Art boxes », Kunsthandel Brinkinau, Amsterdam
  - « Combative Acts, Profiles and Voices : An Exhibition of Women Artists from Paris », AIR Gallery, New York, 22 mai - 16 juin
  - « Boîtes », ARC 2, musée d’Art moderne de la Ville de Paris, 16 décembre 1976 – 30 janvier 1977
- 1977 : « Broderies au passé et au présent », musée des Arts décoratifs, Paris, 28 avril - 18 juillet
- 1979 : « Ateliers aujourd'hui : œuvres contemporaines des collections nationales : accrochage II », Centre Pompidou, Paris
- 1980 : « Travaux sur papier / objets », Centre culturel municipal Jacques Prévert, Villeparisis, 6 décembre 1979 - 25 janvier 1980
- 1983 : « Nœuds & Ligatures », Fondation nationale des arts graphiques et plastiques, Paris, 21 juin - 23 août
- 1989 : « Daniel Cordier : le regard d’un amateur », Centre Pompidou, MNAM, Paris, 22 novembre 1989 - 21 janvier 1990
- 1998 : « Archipel 98 (1) », Galerie é.o.f., Paris, 26 mars - 5 avril
- 2002 : « Affinités », musée des beaux-arts Denys-Puech, Rodez, 7 juin - 13 octobre
- 2007 : « Absolumental 2 », Les Abattoirs, Toulouse, 21 septembre - 14 octobre
- 2008 : « Le monde de Dado », L’Atelier blanc, Villefranche-de-Rouergue, janvier - février
- 2008 : « Les Dado », Centre artistique Manoir du Moulin Blanc, Verderonne, 6 juillet - 16 novembre
- 2009 :
  - Les désordres du plaisir, Les Abattoirs, Toulouse, 24 janvier - 19 avril
  - « elles@centrepompidou », Centre Pompidou, MNAM, Paris, 27 mai 2009 - 21 février 2011
- 2015 : « Cosmogonie », Galerie Arnaud Lefebvre, Paris, 8 janvier - 7 février
- 2016 : « Poésie balistique », La Verrière Hermès, Bruxelles, 23 avril - 2 juillet
- 2017 : « En toute modestie - Archipel Di Rosa », musée international des arts modestes, Sète, 3 février - 17 septembre

## Publications
- Survival Art : Hessie ARC 2, musée d’Art Moderne de la Ville de Paris, 12 fév-16 mars 1975.
- Combative Acts, Profiles and Voices – An exhibition of women artists from Paris, works by Bour, Hessie, Janicot, Maglione and collective work by Aballea, Blum, Croiset, Mimi and Yalter, Aline Dallier, New York, 1976.
- Hessie : Survival Art Marianne Nanne-Brahammar, Lund, 1978.
- Activités et réalisations de femmes dans l’art contemporain : un premier exemple : les œuvres dérivées des techniques textiles traditionnelles, Jacqueline Gauvreau, Aline Dallier-Popper, thèse de doctorat, Esthétique, Paris 8, 1980.
- Affinités : œuvres de la collection des Abattoirs Toulouse, musée Denys-Puech, Rodez, du 7 juin au 13 octobre 2002, préface de Laurence Imbernon, 104 pages.
- Daniel Cordier : le regard d’un amateur, donation Daniel Cordier dans les collections du Centre Pompidou, musée national d’art moderne : [exposition, Paris, Centre Pompidou, 14 novembre 1989-21 janvier 1990], catalogue sous la direction de Bénédicte Ajac, nouvelle éd. revue et corrigée, Toulouse : les Abattoirs ; Paris : Centre Pompidou, 2005.
- Art, féminisme, post-féminisme : un parcours de critique d’art, Aline Dallier-Popper, L’Harmattan, Paris, 2009.
- Dictionnaire universel des créatrices sous la direction de Marie-Laure Bernadac, notice de Sonia Recasens, Éditions des Femmes-Antoinette Fouque, 2013.
- Cosmogonies : Hessie, Kapwani Kiwanga, Myriam Mihindou, catalogue d'exposition présentée à la Galerie Arnaud Lefebvre en janvier 2015, publication dirigée par Sonia Recasens, commissaire de l'exposition.
- Hessie : Survival Art 1969-2015, avec les textes d’Émilie Bouvard, Philippe Cyroulnik, Yanitza Djuric, Fabienne Dumont, Nathalie Ernoult, Arnaud Lefebvre, Aurélie Noury, Diana Quinby, Sonia Recasens, Claude Schweisguth, Amarante Szidon, Anne Tronche et Sarah Wilson, Paris, Galerie Arnaud Lefebvre, 2015.